# Olivier Dutto
Olivier Dutto, né le 27 décembre 1977 à Toulon en France, est un dessinateur et scénariste de bande dessinée.

## Biographie
Passionné de bande dessinée, il devient élève de Didier Tarquin à l'atelier que celui-ci anime à Hyères, entre 1994 et 1995. Sa carrière professionnelle commence en 1998 quand il rejoint le Gottferdom Studio où l'on prépare le projet d'un journal : Lanfeust Mag. Il crée pour le journal le personnage d'Izbarkan d'abord en strips de trois cases puis au format d'une planche. Ce personnage ne rencontrant pas le succès, il se lance dans une nouvelle série intitulée Les P'tits Diables. Le tome 2 de cette série a reçu le « Prix Jeunesse du festival d'Angoulême » en 2005. Dutto participa aussi à l'album La Véritable Histoire des Krashmonsters.

## Séries et livres
- Izbarkan, Soleil, deux albums parus en 1999 et 2000: Le sorcier et C'est pas sorcier
- La Véritable Histoire des Krashmonsters, Soleil, 2002
- Tom et Nina
  - T1 : De quelle planète tu viens ?, Soleil,, coll. « Start », 2002[1].
- Les P'tits Diables, Soleil, série de 35 albums, plus des compilations et des hors-séries entre 2004 et 2024
- P'tit Cosmonaute
  - T1 : Désintégrez-les tous !, illustration Olivier Dutto, scénario Benjamin Ferré, coloriste Jean-Luc-Deglin, Soleil, 2006  (ISBN 9782845657342)
- Sam Catch
  - T1: John Combo heavyweight champion, scénario Olivier Dutto et Benjamin Ferré, couleurs Anthony Washington, Soleil, 2010  (ISBN 978-2-302-01071-0)
- Grippy, Soleil, série de trois albums parus en 2014, 2015[2] et 2016, couleurs BenBK
  - T1: 'Y a d'la joie !  (ISBN 978-2-302-03816-5)
  - T2 : Grippy est à fond !  (ISBN 978-2-302-04642-9)
  - T3 : Irrésistible  (ISBN 978-2-302-05378-6)
- Le dernier des grands méchants loups, Jean Leroy et Olivier Dutto, éditions Les 400 coups, 2020
- Tu sautes, Éliot?, Jean Leroy et Olivier Dutto, éditions Kaleidoscope, 2021  (ISBN 978-2-37888-050-7)
- Un mignon petit lapin blanc, éditions Didier jeunesse, février 2022  (ISBN 978-2-278-10083-5)
- Le poème de l'espace, Jean Leroy et Olivier Dutto, Milan Editions, 2022  (ISBN 978-2-408-03057-5)
- Marilou
  - T1 : La magie de la campagne, scénario Fabien Toulmé, dessin Olivier Dutto, couleurs BenBK, Delcourt, novembre 2022  (ISBN 978-2-413-04491-8)
  - T2 : Le voleur d'amis, scénario Fabien Toulmé, dessin Olivier Dutto, couleurs Maëlys Cantreau, Delcourt, novembre 2023  (ISBN 978-2-413-07828-9)
  - T3 : Mission sauvetage, scénario Fabien Toulmé, dessin Olivier Dutto, couleurs Maëlys Cantreau, Delcourt, août 2024  (ISBN 978-2-413-08601-7)
- Popote la petite crotte, Olivier Dutto (auteur), Matthieu Maudet (illustrateur), éditions les 400 coups, janvier 2023  (ISBN 978-2-89815-128-6)[3]
- Fais de beaux rêves, éditions Kaleidoscope, mars 2023  (ISBN 978-2-37888-108-5)
- La question qui tue, Jean Leroy et Olivier Dutto, éditions Les 400 coups, avril 2024  (ISBN 978-2-89815-080-7)
- Le toboggan, Gilles Bizouerne (auteur) et Olivier Dutto (illustrateur), tome 18 de la série Les tout-cartons petite enfance, éditions Didier jeunesse, 2024  (ISBN 9782278101931)
- Top 1
  - T1: Team Bambi, Alex Fuentes, Olivier Dutto, Benjamin Ferré, Soleil, juin 2024  (ISBN 978-2-302-08952-5)

## Prix
- 2005 : Prix jeunesse du festival d'Angoulême pour Les P'tits Diables, tome 2 (C'est pas nous, Soleil, 2004)[4]
- 2007 : Prix Bédélys jeunesse pour Les P'tits Diables, tome 6 (Soeur à vendre, Soleil, 2007)[5]
- 2020 : Présélection au 33e Prix des Incorruptibles pour Le dernier des grands méchants loups[6]
- 2021 : Prix des Petits lecteurs du bord de mer pour Le dernier des grands méchants loups[6]